# Rafelguaraf
Rafelguaraf település Spanyolországban, Valencia tartományban. Rafelguaraf Carcaixent, L’Ènova, La Pobla Llarga, Barxeta, Xàtiva és Simat de la Valldigna községekkel határos. Lakosainak száma 2350 fő (2024).

## Népesség
A település népessége az utóbbi években az alábbiak szerint változott:
| Lakosok száma | 2376 | 2398 | 2453 | 2483 | 2527 | 2426 | 2394 | 2335 | 2360 | 2350 |
|               | 2001 | 2004 | 2007 | 2009 | 2012 | 2014 | 2017 | 2019 | 2022 | 2024 |